# Список университетов и колледжей Аньхоя
Ниже приведен список университетов и колледжей провинции Аньхой (Китай).

## Обозначения
В статье используются следующие обозначения:
- Национальный: учебное заведение, управляемое одним из национальных ведомств.
- Провинциальный: учебное заведение, управляемое властями провинции.
- Частный: частное учебное заведение.
- Независимый: независимое учебное заведение.
- Ω (национальные ключевые университеты[англ.]): университеты имеющие высокий уровень поддержки со стороны центрального правительства КНР.

## Университеты
| Название                                               | Китайское название   | Год  | Тип                   | Город     | Ссылка                      | Примечания                                                                                      |
| ------------------------------------------------------ | -------------------- | ---- | --------------------- | --------- | --------------------------- | ----------------------------------------------------------------------------------------------- |
| Научно-технический университет Китая                   | 中国科学技术大学     | 1958 | Национальный (другие) | Хэфэй     | http://www.ustc.edu.cn      | Ω (недоступная ссылка)                                                                          |
| Хэфэйский технологический университет                  | 合肥工业大学         | 1945 | Национальный (МОК)    | Хэфэй     | http://www.hfut.edu.cn/     | Ω (недоступная ссылка)                                                                          |
| Аньхойский университет                                 | 安徽大学             | 1928 | Провинциальный        | Хэфэй     | http://www.ahu.edu.cn/      | Ω участник «Проекта 211»                                                                        |
| Аньхойский педагогический университет                  | 安徽师范大学         | 1928 | Провинциальный        | Уху       | http://www.ahnu.edu.cn      | Участник (недоступная ссылка) проекта по развитию университетов Центральных и Западных регионов |
| Аньхойский сельскохозяйственный университет            | 安徽农业大学         | 1928 | Провинциальный        | Хэфэй     | http://www.ahau.edu.cn      | Участник (недоступная ссылка) проекта по развитию университетов Центральных и Западных регионов |
| Аньхойский медицинский университет                     | 安徽医科大学         | 1926 | Провинциальный        | Хэфэй     | http://www.ahmu.edu.cn/     | Участник проекта по развитию университетов Центральных и Западных регионов                      |
| Аньхойский научно-технический университет              | 安徽理工大学         | 1945 | Провинциальный        | Хуайнань  | http://www.aust.edu.cn/     | Участник (недоступная ссылка) проекта по развитию университетов Центральных и Западных регионов |
| Аньхойский технологический университет                 | 安徽工业大学         | 1958 | Провинциальный        | Мааньшань | http://www.ahut.edu.cn/     | Участник (недоступная ссылка) проекта по развитию университетов Центральных и Западных регионов |
| Аньхойский финансово-экономический университет         | 安徽财经大学         | 1959 | Провинциальный        | Бэнбу     | http://www.aufe.edu.cn/     | Участник проекта по развитию университетов Центральных и Западных регионов                      |
| Аньхойский политехнический университет                 | 安徽工程大学         | 1935 | Провинциальный        | Уху       | http://www.ahpu.edu.cn/     |                                                                                                 |
| Аньхойский университет традиционной китайской медицины | 安徽中医药大学       | 1959 | Провинциальный        | Хэфэй     | http://www.ahtcm.edu.cn/    | (недоступная ссылка)                                                                            |
| Аньхойский архитектурный университет                   | 安徽建筑大学         | 1958 | Провинциальный        | Хэфэй     | http://www.ahjzu.edu.cn/    |                                                                                                 |
| Аньцинский педагогический университет                  | 安庆师范大学         | 1879 | Провинциальный        | Аньцин    | http://www.aqnu.edu.cn/     | Участник (недоступная ссылка) проекта по развитию университетов Центральных и Западных регионов |
| Хуайбэйский педагогический университет                 | 淮北师范大学         | 1974 | Провинциальный        | Хуайбэй   | http://www.hbcnc.edu.cn     | (недоступная ссылка)                                                                            |
| Медицинский колледж Бэнбу                              | 蚌埠医学院           | 1958 | Провинциальный        | Бэнбу     | http://www.bbmc.edu.cn      | (недоступная ссылка)                                                                            |
| Вейнанский медицинский колледж                         | 皖南医学院           | 1958 | Провинциальный        | Уху       | http://www.wnmc.edu.cn/     |                                                                                                 |
| Хэфэйский педагогический университет                   | 合肥师范学院         | 1955 | Провинциальный        | Хэфэй     | http://www.hfnu.edu.cn      | (недоступная ссылка)                                                                            |
| Фуянский педагогический университет                    | 阜阳师范学院         | 1956 | Провинциальный        | Фуян      | http://www.fync.edu.cn/     |                                                                                                 |
| Хуайнанский педагогический университет                 | 淮南师范学院         | 1958 | Провинциальный        | Хуайнань  | http://www.hnnu.edu.cn/     |                                                                                                 |
| Хэфэйский университет                                  | 合肥学院             | 1980 | Провинциальный        | Хэфэй     | http://www.hfuu.edu.cn/     |                                                                                                 |
| Университет Чаоху                                      | 巢湖学院             | 1977 | Провинциальный        | Чаоху     | http://www.chu.edu.cn/      |                                                                                                 |
| Западно-Аньхойский университет                         | 皖西学院             | 1918 | Провинциальный        | Луань     | http://www.wxc.edu.cn/      |                                                                                                 |
| Хуаншанский университет                                | 黃山学院             | 1978 | Провинциальный        | Хуаншань  | http://www.hsu.edu.cn/      |                                                                                                 |
| Тунлинский университет                                 | 铜陵学院             | 1978 | Провинциальный        | Тунлин    | http://www.tlu.edu.cn/      | (недоступная ссылка)                                                                            |
| Сучжоуский университет                                 | 宿州学院             | 1949 | Провинциальный        | Сучжоу    | http://www.ahsztc.edu.cn/   | (недоступная ссылка)                                                                            |
| Чучжоуский университет                                 | 滁州学院             | 1950 | Провинциальный        | Чучжоу    | http://www.chzu.edu.cn/     |                                                                                                 |
| Чичжоуский университет                                 | 池州学院             | 1977 | Провинциальный        | Чичжоу    | http://www.czu.edu.cn/      | (недоступная ссылка)                                                                            |
| Университет Бэнбу                                      | 蚌埠学院             | 1982 | Провинциальный        | Бэнбу     | http://www.bbxy.edu.cn/     | (недоступная ссылка)                                                                            |
| Бочжоуский университет                                 | 亳州学院             | 1909 | Провинциальный        | Бочжоу    | http://www.bzuu.edu.cn/     |                                                                                                 |
| Аньхойский научно-технологический университет          | 安徽科技学院         | 1950 | Провинциальный        | Фэнъян    | http://www.ahstu.edu.cn/    | (недоступная ссылка)                                                                            |
| Аньхойский университет Синьхуа                         | 安徽新华学院         | 2000 | Частный               | Хэфэй     | http://www.axhu.edu.cn/     | (недоступная ссылка)                                                                            |
| Аньхойский университет Саньлянь                        | 安徽三联学院         | 1997 | Частный               | Хэфэй     | http://www.slu.edu.cn/      | (недоступная ссылка)                                                                            |
| Аньхойский университет иностранных языков              | 安徽外国语学院       | 2002 | Частный               | Фэйси     | http://www.aflc.com.cn/     |                                                                                                 |
| Аньхойский университет информационной инженерии Венда  | 安徽文达信息工程学院 | 2001 | Частный               | Фэйси     | http://www.wendaedu.com.cn/ | (недоступная ссылка)                                                                            |

### Другие
- Колледж Цзянхуэй Аньхойского университета[кит.] (安徽大学江淮学院). Хэфэй. Независимый колледж. Основан в 2003 году.[1]
- Колледж экономики и технологий Аньхойского сельскохозяйственного университета[кит.] (安徽农业大学经济技术学院). Хэфэй. Независимый колледж. Основан в 2003 году.[2]
- Клинический медицинский колледж Аньхойского медицинского университету[кит.] (安徽医科大学临床医学院). Хэфэй. Независимый колледж. Основан в 2003 году.[3]
- Колледж городского строительства Аньхойского архитектурного университета (安徽建筑大学城市建设学院). Хэфэй. Независимый колледж.
- Колледж Ваньцзян Аньхойского педагогического университета[кит.] (安徽师范大学皖江学院). Уху. Независимый колледж. Основан в 2003 году.[4]
- Аньхойский институт информационных технологий[кит.] (安徽工程大学机电学院). Уху. Независимый колледж. Основан в 2003 году. Ранее  механико-электротехнический колледж Аньхойского политехнического университета.[5]
- Бизнес-школа Аньхойского финансово-экономического университета (安徽财经大学商学院). Независимый колледж.
- Технологический колледж Аньхойского университета (安徽工业大学工商学院). Независимый колледж.
- Колледж Вэньтянь Университета Хохай (河海大学文天学院). Мааньшань. Независимый колледж.
- Информационный колледж Хуайбэйского педагогического университета (淮北师范大学信息学院). Независимый колледж.
- Колледж информационной инженерии Фуянского педагогического университета (阜阳师范学院信息工程学院). Независимый колледж.

## Колледжи
| Название                                                                           | Китайское название       | Год  | Тип            | Город                        | Ссылка                        | Примечания                                                                                   |
| ---------------------------------------------------------------------------------- | ------------------------ | ---- | -------------- | ---------------------------- | ----------------------------- | -------------------------------------------------------------------------------------------- |
| Аньхойский профессионально-технический колледж                                     | 安徽职业技术学院         | 1958 | Провинциальный | Хэфэй                        | http://www.uta.edu.cn/        | НМВПК                                                                                        |
| Аньхойский профессионально-технический колледж водного хозяйства и гидроэнергетики | 安徽水利水电职业技术学院 | 1952 | Провинциальный | Фэйдун                       | http://www.ahsdxy.edu.cn/     | НМВПК                                                                                        |
| Аньхойский электротехнический профессионально-технический колледж                  | 安徽电气工程职业技术学院 | 1964 | Провинциальный | Хэфэй                        | http://www.aepu.com.cn/       | Аффилирован (недоступная ссылка) с Аньхойской электроэнергетической компанией                |
| Аньхойский технический колледж индустрии и экономики                               | 安徽工业经济职业技术学院 | 1983 | Провинциальный | Хэфэй\|http://www.ahiec.net/ | (недоступная ссылка)          |                                                                                              |
| Аньхойский профессионально-технический колледж радио, кино и телевидения           | 安徽广播影视职业技术学院 | 1960 | Провинциальный | Хэфэй                        | http://www.amtc.cn/           | (недоступная ссылка)                                                                         |
| Аньхойский спортивно-технический колледж                                           | 安徽体育运动职业技术学院 | 1954 | Провинциальный | Хэфэй                        | http://www.ahty.net/          | (недоступная ссылка)                                                                         |
| Аньхойский профессионально-технический колледж прессы и полиграфии                 | 安徽新闻出版职业技术学院 |      | Провинциальный | Хэфэй                        | https://www.ahcbxy.cn/        | (недоступная ссылка)                                                                         |
| Аньхойский профессионально-технический колледж связи                               | 安徽交通职业技术学院     | 1956 | Провинциальный | Хэфэй                        | http://www.ahctc.com/         | (недоступная ссылка)                                                                         |
| Аньхойский профессионально-технический колледж почты и телекоммуникаций            | 安徽邮电职业技术学院     | 1948 | Провинциальный | Хэфэй                        | http://www.ahptc.cn/          |                                                                                              |
| Аньхойский профессионально-технический колледж лесного хозяйства                   | 安徽林业职业技术学院     | 1952 | Провинциальный | Хэфэй                        | http://www.ahlyxy.cn/         |                                                                                              |
| Аньхойский административный колледж (Аньхойская школа экономики и управления)      | 安徽经济管理干部学院     | 1983 | Провинциальный | Хэфэй                        | http://www.ahsa.edu.cn/       | (недоступная ссылка)                                                                         |
| Аньхойский медицинский колледж                                                     | 安徽医学高等专科学校     | 1955 | Провинциальный | Хэфэй                        | http://www.ahyz.cn/           | (недоступная ссылка)                                                                         |
| Аньхойский профессиональный колледж финансов и торговли                            | 安徽财贸职业学院         | 1964 | Провинциальный | Хэфэй                        | http://www.aftvc.com/         | (недоступная ссылка)                                                                         |
| Аньхойский колледж бизнеса и технологий                                            | 安徽工商职业学院         | 1950 | Провинциальный | Хэфэй                        | https://www.ahbvc.cn/         |                                                                                              |
| Аньхойский профессиональный колледж аудита                                         | 安徽审计职业学院         | 1984 | Провинциальный | Хэфэй                        | http://www.ahsjxy.cn/         |                                                                                              |
| Аньхойский профессиональный колледж общественной безопасности                      | 安徽公安职业学院         | 1949 | Провинциальный | Хэфэй                        | http://www.ahgaxy.com.cn/     | (недоступная ссылка)                                                                         |
| Аньхойский полицейский профессиональный колледж                                    | 安徽警官职业学院         | 2000 | Провинциальный | Хэфэй                        | http://www.ahjgxy.com/        | (недоступная ссылка)                                                                         |
| Аньхойский профессиональный колледж искусств                                       | 安徽艺术职业学院         | 1956 | Провинциальный | Хэфэй                        | http://www.artah.cn/          | (недоступная ссылка)                                                                         |
| Аньхойский профессиональный колледж международной экономики                        | 安徽涉外经济职业学院     |      | Частный        | Хэфэй                        | https://www.ahaec-edu.cn/     | (недоступная ссылка)                                                                         |
| Аньхойский колледж международного бизнеса                                          | 安徽国际商务职业学院     |      | Провинциальный | Хэфэй                        | http://www.ahiib.cn/          |                                                                                              |
| Аньхойский профессиональный колледж управления городом                             | 安徽城市管理职业学院     | 1981 | Провинциальный | Хэфэй                        | http://www.cua.edu.cn/        |                                                                                              |
| Китайско-австралийский профессиональный колледж науки и техники в Аньхое           | 安徽中澳科技职业学院     | 1998 | Провинциальный | Хэфэй                        | http://www.acac.cn/           | (недоступная ссылка)                                                                         |
| Аньхойский бизнес-колледж «Зелёное море»                                           | 安徽绿海商务职业学院     |      | Частный        | Хэфэй                        | http://www.lhub.cn/           | (недоступная ссылка)                                                                         |
| Хэфэйский профессионально-технический колледж общего машиностроения                | 合肥通用职业技术学院     |      | Провинциальный | Хэфэй                        | https://www.hftyxy.com/       | (недоступная ссылка)                                                                         |
| Хэфэйский промышленный профессионально-технический колледж                         | 合肥共达职业技术学院     | 2007 | Частный        | Хэфэй                        | http://www.gdxy.hfut.edu.cn/  | Аффилирован (недоступная ссылка) с Хэфэйским технологическим университетом.                  |
| Хэфэйский экономический и технический колледж                                      | 合肥经济技术职业学院     |      | Частный        | Хэфэй                        | http://www.hfet.com/          | (недоступная ссылка)                                                                         |
| Хэфэйский профессионально-технический колледж Биньху                               | 合肥滨湖职业技术学院     | 2002 | Частный        | Хэфэй                        | http://www.hfbhxy.com/        |                                                                                              |
| Хэфэйский профессиональный колледж информационных технологий                       | 合肥信息技术职业学院     | 1997 | Частный        | Хэфэй                        | http://www.hfitu.cn/          | (недоступная ссылка)                                                                         |
| Хэфэйский колледж финансов и экономики                                             | 合肥财经职业学院         |      | Частный        | Хэфэй                        | https://www.hffe.cn/          | (недоступная ссылка)                                                                         |
| Научно-технологический колледж Ваньбо                                              | 万博科技职业学院         | 2000 | Частный        | Хэфэй                        | http://www.wbc.edu.cn/        |                                                                                              |
| Профессиональный колледж Хуэйчжоу                                                  | 徽商职业学院             |      | Провинциальный | Хэфэй                        | http://www.huishangedu.cn/    | (недоступная ссылка)                                                                         |
| Хэфэйский дошкольный педагогический колледж                                        | 合肥幼儿师范高等专科学校 | 1980 | Провинциальный | Хэфэй                        | http://www.hfpec.edu.cn/      |                                                                                              |
| Хэфэйский профессионально-технический колледж                                      | 合肥职业技术学院         | 2002 | Провинциальный | Чаоху                        | http://www.chzy.org/          |                                                                                              |
| Аньхойский Профессиональный колледж на реке Янцзы                                  | 安徽长江职业学院         | 1984 | Частный        | Чаоху                        | https://www.cjxy.edu.cn/      | (недоступная ссылка)                                                                         |
| Ухуский профессионально-технический колледж                                        | 芜湖职业技术学院         | 1983 | Провинциальный | Уху                          | http://www.whit.edu.cn/       | НМВПК                                                                                        |
| Аньхойский механико-электрический профессионально-технический колледж              | 安徽机电职业技术学院     | 1935 | Провинциальный | Уху                          | http://www.ahcme.cn/          | (недоступная ссылка)                                                                         |
| Аньхойский бизнес-колледж                                                          | 安徽商贸职业技术学院     | 1903 | Частный        | Уху                          | http://www.abc.edu.cn/        | (недоступная ссылка)                                                                         |
| Аньхойский Профессионально-технический колледж Янцзы                               | 安徽扬子职业技术学院     | 2011 | Частный        | Уху                          | http://www.yangzixueyuan.com/ | (недоступная ссылка)                                                                         |
| Аньхойский колледж традиционной китайской медицины                                 | 安徽中医药高等专科学校   | 1960 | Провинциальный | Уху                          | https://www.ahzyygz.cn/       | (недоступная ссылка)                                                                         |
| Хуайнаньский объединённый колледж                                                  | 淮南联合大学             | 1984 | Провинциальный | Хуайнань                     | http://www.hnuu.edu.cn/       | (недоступная ссылка)                                                                         |
| Хуайнаньский профессионально-технический колледж                                   | 淮南职业技术学院         |      | Провинциальный | Хуайнань                     | http://www.hnvtc.ah.edu.cn/   | (недоступная ссылка)                                                                         |
| Аньхойский промышленно-торговый колледж                                            | 安徽工贸职业技术学院     |      | Провинциальный | Хуайнань                     | http://www.ahgmedu.cn/        | (недоступная ссылка)                                                                         |
| Аньхойский металлургический технологический колледж                                | 安徽冶金科技职业学院     | 1983 | Провинциальный | Мааньшань                    | http://www.ahyky.com/         |                                                                                              |
| Мааньшаньский профессионально-технический колледж                                  | 马鞍山职业技术学院       |      | Провинциальный | Мааньшань                    | https://www.mastc.edu.cn/     | (недоступная ссылка)                                                                         |
| Мааншаньский педагогический колледж                                                | 马鞍山师范高等专科学校   |      | Провинциальный | Мааньшань                    | http://www.massz.cn/          | (недоступная ссылка)                                                                         |
| Луаньский профессионально-технологический колледж                                  | 六安职业技术学院         | 2001 | Провинциальный | Луань                        | http://www.lvtc.edu.cn/       | (недоступная ссылка)                                                                         |
| Аньхойский профессиональный колледж национальной обороны                           | 安徽国防科技职业学院     | 1976 | Провинциальный | Луань                        | http://www.ahgf.com/.cn       | (недоступная ссылка)                                                                         |
| Аньхойский современный информационно-технический колледж                           | 安徽现代信息工程职业学院 |      | Частный        | Шоу                          | http://www.ahmodern.cn/       | (недоступная ссылка)                                                                         |
| Фуянский профессионально-технический колледж                                       | 阜阳职业技术学院         |      | Провинциальный | Фуян                         | https://www.fyvtc.edu.cn/     | (недоступная ссылка)                                                                         |
| Фуянский научно-технологический колледж                                            | 阜阳科技职业学院         |      | Частный        | Фуян                         | http://www.fky.net.cn/        | (недоступная ссылка)                                                                         |
| Аньхойский профессиональный колледж туризма                                        | 安徽旅游职业学院         |      | Частный        | Иншань                       | http://www.ahlyedu.cn/        | (недоступная ссылка)                                                                         |
| Фуянский дошкольный педагогический колледж                                         | 阜阳幼儿师范高等专科学校 | 1907 | Провинциальный | Фуян                         | http://fypec.edu.cn/          | (недоступная ссылка)                                                                         |
| Тунлинский профессионально-технический колледж                                     | 铜陵职业技术学院         | 2000 | Провинциальный | Тунлин                       | http://www.tlpt.net.cn/       | (недоступная ссылка)                                                                         |
| Аньхойский промышленно-технический колледж                                         | 安徽工业职业技术学院     |      | Провинциальный | Тунлин                       | https://www.ahip.cn/          | (недоступная ссылка)                                                                         |
| Аньхойский профессионально-технический колледж электроники и информатики           | 安徽电子信息职业技术学院 |      | Провинциальный | Бэнбу                        | http://www.avceit.cn/         |                                                                                              |
| Колледж экономики и технологий Бэнбу                                               | 蚌埠经济技术职业学院     | 2007 | Частный        | Гучжэнь                      | http://www.bjy.ah.cn/         | (недоступная ссылка)                                                                         |
| Хуайбэйский профессионально-технический колледж                                    | 淮北职业技术学院         | 1999 | Провинциальный | Хуайбэй                      | http://www.hbvtc.net/         | (недоступная ссылка)                                                                         |
| Аньхойский горно-технический колледж                                               | 安徽矿业职业技术学院     |      | Частный        | Хуайбэй                      | http://www.anhky.com/         | (недоступная ссылка)                                                                         |
| Аньцинский профессионально-технический колледж                                     | 安庆职业技术学院         | 2003 | Провинциальный | Аньцин                       | https://www.aqvtc.cn/         | (недоступная ссылка)                                                                         |
| Аньцинский медицинский колледж                                                     | 安庆医药高等专科学校     | 1952 | Провинциальный | Аньцин                       | http://www.aqyyz.cn/          |                                                                                              |
| Аньхойское профессиональное училище оперного искусства Хуанмей                     | 安徽黄梅戏艺术职业学院   | 1958 | Провинциальный | Аньцин                       | https://www.ahmxx.cn/         | (недоступная ссылка)                                                                         |
| Тунчэнский педагогический колледж                                                  | 桐城师范高等专科学校     | 1904 | Провинциальный | Тунчэн                       | http://www.tcsfgz.com/        |                                                                                              |
| Бочжоуский профессионально-технический колледж                                     | 亳州职业技术学院         |      | Провинциальный | Бочжоу                       | https://www.bzvtc.com/        | Сотрудничает (недоступная ссылка) с Аньхойским университетом традиционной китайской медицины |
| Сюаньчэнский профессионально-технический колледж                                   | 宣城职业技术学院         | 2002 | Провинциальный | Сюаньчэн                     | http://www.xcvtc.edu.cn/      | (недоступная ссылка)                                                                         |
| Чучжоуский профессионально-технический колледж                                     | 滁州职业技术学院         | 2002 | Провинциальный | Чучжоу                       | http://www.czc.net.cn/        |                                                                                              |
| Сучжоуский профессионально-технический колледж                                     | 宿州职业技术学院         |      | Провинциальный | Сучжоу                       | https://www.szzy.ah.cn/       | (недоступная ссылка)                                                                         |
| Чичжоуский профессионально-технический колледж                                     | 池州职业技术学院         | 2002 | Провинциальный | Чичжоу                       | http://www.czgz.cn/           | (недоступная ссылка)                                                                         |